# Lista de países por produção de gás natural

Países por reservas comprovadas de gás natural (2014), com base em dados do The World Factbook da CIA

Produção de gás natural por região

Esta é uma lista de países pela produção de gás natural com base nas estatísticas do The World Factbook da CIA,  e a produção de gás natural dos membros da OCDE pela Agência Internacional de Energia (para baixo). 

## Países pela produção de gás natural
Os dados da tabela a seguir são extraídos do The World Factbook. 
| Classificação | País                           | Continente       | Produção Anual (milhões de m3) | Data da informação |
| ------------- | ------------------------------ | ---------------- | ------------------------------ | ------------------ |
| 1             | Estados Unidos                 | América do Norte | 766,200                        | 2015 est.          |
| 2             | Rússia                         | Europa           | 598,600                        | 2015 est.          |
| 3             | Irã                            | Ásia             | 184,800                        | 2015 est.          |
| 4             | Qatar                          | Ásia             | 164,000                        | 2015 est.          |
| 5             | Canadá                         | América do Norte | 149,900                        | 2015 est.          |
| 6             | China                          | Ásia             | 138,400                        | 2016 est.          |
| —             | União Europeia                 | Europa           | 118,200                        | 2016 est.          |
| 7             | Noruega                        | Europa           | 117,200                        | 2015 est.          |
| 8             | Arábia Saudita                 | Ásia             | 102,300                        | 2015 est.          |
| 9             | Indonésia                      | Ásia             | 86,940                         | 2015 est.          |
| 10            | Turcomenistão                  | Ásia             | 83,700                         | 2015 est.          |
| 11            | Argélia                        | África           | 83,040                         | 2015 est.          |
| 12            | Austrália                      | Oceania          | 67,200                         | 2015 est.          |
| 13            | Malásia                        | Ásia             | 63,430                         | 2015 est.          |
| 14            | Emirados Árabes Unidos         | Ásia             | 60,180                         | 2015 est.          |
| 15            | Uzbequistão                    | Ásia             | 55,700                         | 2015 est.          |
| 16            | Países Baixos                  | Europa           | 47,460                         | 2016 est.          |
| 17            | Nigéria                        | África           | 45,150                         | 2015 est.          |
| 18            | Argentina                      | América do Sul   | 44,600                         | 2017 est.          |
| 19            | Reino Unido                    | Europa           | 41,340                         | 2015 est.          |
| 20            | Trinidad and Tobago            | Caribe           | 40,870                         | 2015 est.          |
| 21            | México                         | América do Norte | 40,370                         | 2015 est.          |
| 22            | Tailândia                      | Ásia             | 39,820                         | 2015 est.          |
| 23            | Paquistão                      | Ásia             | 39,300                         | 2015 est.          |
| 24            | Oman                           | Ásia             | 29,930                         | 2015 est.          |
| 25            | Azerbaijão                     | Ásia             | 29,370                         | 2016 est.          |
| 26            | Índia                          | Ásia             | 26,210                         | 2016 est.          |
| 27            | Bangladesh                     | Ásia             | 26,100                         | 2016 est.          |
| 28            | Venezuela                      | América do Sul   | 26,000                         | 2015 est.          |
| 29            | Cazaquistão                    | Eurásia          | 22,890                         | 2017 est.          |
| 30            | Bahrain                        | Ásia             | 21,070                         | 2016 est.          |
| 31            | Bolívia                        | América do Sul   | 20,510                         | 2017 est.          |
| 32            | Brasil                         | América do Sul   | 20,410                         | 2015 est.          |
| 33            | Ucrânia                        | Europa           | 19,000                         | 2015 est.          |
| 34            | Myanmar                        | Ásia             | 17,500                         | 2015 est.          |
| 35            | Kuwait                         | Ásia             | 16,910                         | 2015 est.          |
| 36            | Peru                           | América do Sul   | 12,620                         | 2015 est.          |
| 37            | Brunei                         | Ásia             | 12,000                         | 2015 est.          |
| 38            | Líbia                          | África           | 11,600                         | 2015 est.          |
| 39            | Romênia                        | Europa           | 11,170                         | 2015 est.          |
| 40            | Colômbia                       | América do Sul   | 9,897                          | 2015 est.          |
| 41            | Vietnã                         | Ásia             | 9,890                          | 2017 est.          |
| 42            | Papua New Guinea               | Oceania          | 9,800                          | 2015 est.          |
| 43            | Germany                        | Europa           | 8,730                          | 2015 est.          |
| 44            | Israel                         | Ásia             | 8,500                          | 2015 est.          |
| 45            | Timor-Leste                    | Ásia             | 7,700                          | 2015 est.          |
| 46            | Guiné Equatorial               | África           | 6,200                          | 2015 est.          |
| 47            | Polônia                        | Europa           | 6,132                          | 2015 est.          |
| 48            | Itália                         | Europa           | 5,785                          | 2016 est.          |
| 49            | Moçambique                     | África           | 5,695                          | 2015 est.          |
| 50            | Nova Zelândia                  | Oceania          | 4,954                          | 2015 est.          |
| 51            | Dinamarca                      | Europa           | 4,618                          | 2015 est.          |
| 52            | Japão                          | Ásia             | 4,453                          | 2015 est.          |
| 53            | Síria                          | Ásia             | 4,300                          | 2015 est.          |
| 54            | Filipinas                      | Ásia             | 3,942                          | 2017 est.          |
| 55            | Egito                          | África           | 3,610                          | 2015 est.          |
| 56            | Iêmen                          | Ásia             | 2,850                          | 2015 est.          |
| 57            | Costa do Marfim                | África           | 2,063                          | 2015 est.          |
| 58            | Hungria                        | Europa           | 1,772                          | 2015 est.          |
| 59            | Croácia                        | Europa           | 1,691                          | 2016 est.          |
| 60            | Tunísia                        | África           | 1,575                          | 2015 est.          |
| 61            | República do Congo             | África           | 1,500                          | 2015 est.          |
| 62            | Cuba                           | Caribe           | 1,185                          | 2016 est.          |
| 63            | Áustria                        | Europa           | 1,124                          | 2016 est.          |
| 64            | África do Sul                  | África           | 1,100                          | 2015 est.          |
| 65            | Tanzânia                       | África           | 1,100                          | 2015 est.          |
| 66            | Chile                          | América do Sul   | 1,008                          | 2015 est.          |
| 67            | Iraque                         | Ásia             | 1,002                          | 2015 est.          |
| 68            | Angola                         | África           | 773                            | 2015 est.          |
| 69            | Camarões                       | África           | 680                            | 2015 est.          |
| 70            | Sérvia                         | Europa           | 586                            | 2016 est.          |
| 71            | Ghana                          | África           | 554                            | 2016 est.          |
| 72            | Equador                        | América do Sul   | 497                            | 2015 est.          |
| 73            | Turquia                        | Eurásia          | 381                            | 2015 est.          |
| 74            | Gabão                          | África           | 378                            | 2015 est.          |
| 75            | Taiwan                         | Ásia             | 340                            | 2015 est.          |
| 76            | República Checa                | Europa           | 247                            | 2015 est.          |
| 77            | Coreia do Sul                  | Ásia             | 188                            | 2015 est.          |
| 78            | Afeganistão                    | Ásia             | 165                            | 2016 est.          |
| 79            | Jordânia                       | Ásia             | 151                            | 2015 est.          |
| 80            | Irlanda                        | Europa           | 132                            | 2015 est.          |
| 81            | Marrocos                       | África           | 94                             | 2015 est.          |
| 82            | Eslováquia                     | Europa           | 94                             | 2015 est.          |
| 83            | Bulgária                       | Europa           | 79                             | 2016 est.          |
| 84            | Spain                          | Europa           | 62                             | 2015 est.          |
| 85            | Senegal                        | África           | 62                             | 2015 est.          |
| 86            | Albânia                        | Europa           | 35                             | 2015 est.          |
| 87            | Quirguistão                    | Ásia             | 30                             | 2015 est.          |
| 88            | Belarus                        | Europa           | 30                             | 2015 est.          |
| 89            | França                         | Europa           | 28                             | 2015 est.          |
| 90            | Suíça                          | Europa           | 25                             | 2015 est.          |
| 91            | Tajiquistão                    | Ásia             | 20                             | 2015 est.          |
| 92            | Barbados                       | Caribe           | 17                             | 2016 est.          |
| 93            | Geórgia                        | Ásia             | 10                             | 2015 est.          |
| 94            | República Democrática do Congo | África           | 8                              | 2011 est.          |
| 95            | Finlândia                      | Europa           | 8                              | 2015 est.          |
| 96            | Luxemburgo                     | Europa           | 6                              | 2015 est.          |
| 97            | Grécia                         | Europa           | 4                              | 2015 est.          |
| 98            | Eslovênia                      | Europa           | 4                              | 2017 est.          |

## Produção de gás naturaldosmembros da OCDE pela Agência Internacional de Energia[4]
Em 2019:
| Classificação | País           | Continente       | Produção anual de NG (milhões de m 3) |
| ------------- | -------------- | ---------------- | ------------------------------------- |
| 1             | Estados Unidos | América do Norte | 955.000                               |
| 2             | Canadá         | América do Norte | 177.000                               |
| 3             | Austrália      | Oceânia          | 142.000                               |
| 4             | Noruega        | Europa           | 119.000                               |
| 5             | Reino Unido    | Europa           | 40.000                                |
| 6             | Países Baixos  | Europa           | 34.000                                |
| 7             | Resto da OCDE  | -                | 71.000                                |